# Rauserodes epiproctalis
Rauserodes epiproctalis is een steenvlieg uit de familie Perlodidae. De wetenschappelijke naam van de soort is voor het eerst geldig gepubliceerd in 1997 door Zwick.